# Coppa del Mondo giovani di slittino 2022
La Coppa del Mondo giovani di slittino 2021/2022 fu la venticinquesima ed ultima edizione del circuito mondiale dello slittino relativo alla categoria giovani, manifestazione organizzata annualmente dalla FIL; iniziò il 2 dicembre 2021 a La Plagne in Francia e si concluse il 15 gennaio 2022 a Bludenz in Austria e si svolse in contemporanea alla medesima competizione riservata agli juniores. Si disputarono ventiquattro gare: sei prove nel singolo donne, sei nel singolo uomini, sei nel doppio donne e sei nel doppio uomini in quattro differenti località.
Dalla stagione successiva questa competizione venne sostituita dal corrispettivo circuito delle Coppe continentali.
Le coppe di cristallo, trofeo conferito ai vincitori del circuito, furono assegnate all'austriaca Theresa Kirchmair per quanto concerne il singolo donne, alle sue connazionali Lisa Zimmermann e Dorothea Schwarz nel doppio donne, all'altro austriaco Fabio Zauser nel singolo uomini ed alla coppia statunitense formata da Marcus Mueller e Ansel Haugsjaa nel doppio uomini.

## Calendario
| Tappa  | Località  | Pista                           | Data                | Singolo | Singolo | Doppio | Doppio |
| Tappa  | Località  | Pista                           | Data                | Donne   | Uomini  | Donne  | Uomini |
| ------ | --------- | ------------------------------- | ------------------- | ------- | ------- | ------ | ------ |
| 1      | La Plagne | Pista di La Plagne              | 2 dicembre 2021     | ●       | ●       | ●      | ●      |
| 2      | La Plagne | Pista di La Plagne              | 3 dicembre 2021     | ●       | ●       | ●      | ●      |
| 3      | Innsbruck | Olympia Eiskanal Innsbruck-Igls | 10 dicembre 2021    | ●       | ●       | ●      | ●      |
| 4      | Oberhof   | Pista di Oberhof                | 16–17 dicembre 2021 | ●       | ●       | ●      | ●      |
| 5      | Oberhof   | Pista di Oberhof                | 18 dicembre 2021    | ●       | ●       | ●      | ●      |
| 6      | Bludenz   | Eiskanal Bludenz                | 15 gennaio 2022     | ●       | ●       | ●      | ●      |
| Totale | Totale    | Totale                          | Totale              | 6       | 6       | 6      | 6      |

## Risultati

### Singolo donne
| Data             | Località  | Nazione  | Prima classificata        | Seconda classificata      | Terza classificata        | RU     |
| ---------------- | --------- | -------- | ------------------------- | ------------------------- | ------------------------- | ------ |
| 2 dicembre 2021  | La Plagne | Francia  | Selīna Zvilna Lettonia    | Theresa Kirchmair Austria | Dorothea Schwarz Austria  | [ 6 ]  |
| 3 dicembre 2021  | La Plagne | Francia  | Theresa Kirchmair Austria | Selīna Zvilna Lettonia    | Ksenija Šamova Russia     | [ 7 ]  |
| 10 dicembre 2021 | Innsbruck | Austria  | Anka Jänicke Germania     | Dorothea Schwarz Austria  | Theresa Kirchmair Austria | [ 8 ]  |
| 16 dicembre 2021 | Oberhof   | Germania | Anka Jänicke Germania     | Theresa Kirchmair Austria | Selīna Zvilna Lettonia    | [ 9 ]  |
| 18 dicembre 2021 | Oberhof   | Germania | Anka Jänicke Germania     | Theresa Kirchmair Austria | Dorothea Schwarz Austria  | [ 10 ] |
| 15 gennaio 2022  | Bludenz   | Austria  | Selīna Zvilna Lettonia    | Anka Jänicke Germania     | Dorothea Schwarz Austria  | [ 11 ] |

### Doppio donne
| Data             | Località  | Nazione  | Prime classificate                         | Seconde classificate                        | Terze classificate                          | RU     |
| ---------------- | --------- | -------- | ------------------------------------------ | ------------------------------------------- | ------------------------------------------- | ------ |
| 2 dicembre 2021  | La Plagne | Francia  | Marta Robežniece Kitija Bogdanova Lettonia | Lisa Zimmermann Dorothea Schwarz Austria    | Dar'ja Vereskun Nikol' Dreval' Russia       | [ 12 ] |
| 3 dicembre 2021  | La Plagne | Francia  | Marta Robežniece Kitija Bogdanova Lettonia | Lisa Zimmermann Dorothea Schwarz Austria    | Dar'ja Vereskun Nikol' Dreval' Russia       | [ 13 ] |
| 10 dicembre 2021 | Innsbruck | Austria  | Lisa Zimmermann Dorothea Schwarz Austria   | Markéta Nováková Anna Vejdělková Rep. Ceca  | Lina Riedl Anna Lerch Austria               | [ 14 ] |
| 17 dicembre 2021 | Oberhof   | Germania | Marta Robežniece Kitija Bogdanova Lettonia | Lisa Zimmermann Dorothea Schwarz Austria    | Lina Riedl Anna Lerch Austria               | [ 15 ] |
| 18 dicembre 2021 | Oberhof   | Germania | Marta Robežniece Kitija Bogdanova Lettonia | Lilly-Sophie Bierast Leandra Claus Germania | Markéta Nováková Anna Vejdělková Rep. Ceca  | [ 16 ] |
| 15 gennaio 2022  | Bludenz   | Austria  | Lisa Zimmermann Dorothea Schwarz Austria   | Lina Riedl Anna Lerch Austria               | Lilly-Sophie Bierast Leandra Claus Germania | [ 17 ] |

### Singolo uomini
| Data             | Località  | Nazione  | Primo classificato        | Secondo classificato       | Terzo classificato         | RU     |
| ---------------- | --------- | -------- | ------------------------- | -------------------------- | -------------------------- | ------ |
| 2 dicembre 2021  | La Plagne | Francia  | Lukas Peccei Italia       | Marcus Mueller Stati Uniti | Fabio Zauser Austria       | [ 18 ] |
| 3 dicembre 2021  | La Plagne | Francia  | Fabio Zauser Austria      | Lukas Peccei Italia        | Marcus Mueller Stati Uniti | [ 19 ] |
| 10 dicembre 2021 | Innsbruck | Austria  | Fabio Zauser Austria      | Marcus Mueller Stati Uniti | Lukas Peccei Italia        | [ 20 ] |
| 16 dicembre 2021 | Oberhof   | Germania | Fabio Zauser Austria      | Ėduard Aleksandrov Russia  | Lukas Peccei Italia        | [ 21 ] |
| 18 dicembre 2021 | Oberhof   | Germania | Fabio Zauser Austria      | Carlos Stang Germania      | Ėduard Aleksandrov Russia  | [ 22 ] |
| 15 gennaio 2022  | Bludenz   | Austria  | Aidan Mueller Stati Uniti | Johannes Scharnagl Austria | Ansel Haugsjaa Stati Uniti | [ 23 ] |

### Doppio uomini
| Data             | Località  | Nazione  | Primi classificati                        | Secondi classificati                         | Terzi classificati                                 | RU     |
| ---------------- | --------- | -------- | ----------------------------------------- | -------------------------------------------- | -------------------------------------------------- | ------ |
| 2 dicembre 2021  | La Plagne | Francia  | Marcus Mueller Ansel Haugsjaa Stati Uniti | Sergej Zacharov Il'ja Gorjainov Russia       | Aidan Mueller Frank Ike Stati Uniti                | [ 24 ] |
| 3 dicembre 2021  | La Plagne | Francia  | Marcus Mueller Ansel Haugsjaa Stati Uniti | Raimonds Baltgalvis Krišjānis Brūns Lettonia | Christián Bosman Filip Prušák Slovacchia           | [ 25 ] |
| 10 dicembre 2021 | Innsbruck | Austria  | Marcus Mueller Ansel Haugsjaa Stati Uniti | Paul Kunze Max Trippner Germania             | Aidan Mueller Frank Ike Stati Uniti                | [ 26 ] |
| 17 dicembre 2021 | Oberhof   | Germania | Sergej Zacharov Il'ja Gorjainov Russia    | Paul Kunze Max Trippner Germania             | Sebastian Horstmann Sebastian Rosenberger Germania | [ 27 ] |
| 18 dicembre 2021 | Oberhof   | Germania | Sergej Zacharov Il'ja Gorjainov Russia    | Paul Kunze Max Trippner Germania             | Marcus Mueller Ansel Haugsjaa Stati Uniti          | [ 28 ] |
| 15 gennaio 2022  | Bludenz   | Austria  | Lev Romanov Vladislav Veremeenko Russia   | Paul Kunze Max Trippner Germania             | Aidan Mueller Frank Ike Stati Uniti                | [ 29 ] |

## Classifiche

### Singolo donne
| Pos. | Nome              | Nazione     | Risultati ottenuti | Risultati ottenuti | Risultati ottenuti | Risultati ottenuti | Risultati ottenuti | Risultati ottenuti | Punti totali |
| Pos. | Nome              | Nazione     | LAP-1              | LAP-2              | INN                | OBE-1              | OBE-2              | BLU                | Punti totali |
| ---- | ----------------- | ----------- | ------------------ | ------------------ | ------------------ | ------------------ | ------------------ | ------------------ | ------------ |
| 1    | Teresa Kirchmair  | Austria     | 2                  | 1                  | 3                  | 2                  | 2                  | –                  | 425          |
| 2    | Dorothea Schwarz  | Austria     | 3                  | 4                  | 2                  | 5                  | 3                  | 3                  | 410          |
| 2    | Selīna Zvilna     | Lettonia    | 1                  | 2                  | DNF                | 3                  | 5                  | 1                  | 410          |
| 4    | Anka Jänicke      | Germania    | –                  | –                  | 1                  | 1                  | 1                  | 2                  | 385          |
| 5    | Ksenija Šamova    | Russia      | 4                  | 3                  | 4                  | 4                  | 4                  | 4                  | 370          |
| 6    | Nikola Trembošová | Slovacchia  | 9                  | 9                  | 5                  | 7                  | 8                  | –                  | 221          |
| 7    | Agnija Bogdanova  | Lettonia    | 7                  | 8                  | 15                 | 6                  | 6                  | –                  | 214          |
| 8    | Annalena Huber    | Italia      | 10                 | 11                 | 7                  | 8                  | 9                  | –                  | 197          |
| 9    | Sophia Gordon     | Stati Uniti | 5                  | 5                  | DNF                | 10                 | 7                  | –                  | 192          |
| 10   | Markéta Nováková  | Rep. Ceca   | 16                 | 16                 | 9                  | 16                 | 16                 | 7                  | 185          |

### Doppio donne
| Pos. | Nome                               | Nazione   | Risultati ottenuti | Risultati ottenuti | Risultati ottenuti | Risultati ottenuti | Risultati ottenuti | Risultati ottenuti | Punti totali |
| Pos. | Nome                               | Nazione   | LAP-1              | LAP-2              | INN                | OBE-1              | OBE-2              | BLU                | Punti totali |
| ---- | ---------------------------------- | --------- | ------------------ | ------------------ | ------------------ | ------------------ | ------------------ | ------------------ | ------------ |
| 1    | Lisa Zimmermann Dorothea Schwarz   | Austria   | 2                  | 2                  | 1                  | 2                  | 4                  | 1                  | 515          |
| 2    | Marta Robežniece Kitija Bogdanova  | Lettonia  | 1                  | 1                  | DSQ                | 1                  | 1                  | 6                  | 450          |
| 3    | Markéta Nováková Anna Vejdělková   | Rep. Ceca | DNS                | 4                  | 2                  | 7                  | 3                  | 7                  | 307          |
| 4    | Lina Riedl Anna Lerch              | Austria   | –                  | –                  | 3                  | 3                  | 7                  | 2                  | 271          |
| 5    | Lilly-Sophie Bierast Leandra Claus | Germania  | –                  | –                  | 6                  | 4                  | 2                  | 3                  | 265          |
| 6    | Dar'ja Vereskun Nikol' Dreval'     | Russia    | 3                  | 3                  | DNF                | 5                  | 6                  | –                  | 245          |
| 7    | Sarah Pflaume Lina Peterseim       | Germania  | –                  | –                  | 4                  | 6                  | 8                  | 4                  | 212          |
| 8    | Marie Sauerteig Hannah Lene Puy    | Germania  | –                  | –                  | 5                  | 8                  | 5                  | 5                  | 207          |
| 9    | Ol'ha Hurnyk Anna-Marija Harcula   | Ucraina   | 4                  | 5                  | 7                  | 9                  | DNF                | –                  | 200          |

### Singolo uomini
| Pos. | Nome              | Nazione     | Risultati ottenuti | Risultati ottenuti | Risultati ottenuti | Risultati ottenuti | Risultati ottenuti | Risultati ottenuti | Punti totali |
| Pos. | Nome              | Nazione     | LAP-1              | LAP-2              | INN                | OBE-1              | OBE-2              | BLU                | Punti totali |
| ---- | ----------------- | ----------- | ------------------ | ------------------ | ------------------ | ------------------ | ------------------ | ------------------ | ------------ |
| 1    | Fabio Zauser      | Austria     | 3                  | 1                  | 1                  | 1                  | 1                  | –                  | 470          |
| 2    | Marcus Mueller    | Stati Uniti | 2                  | 3                  | 2                  | 5                  | 5                  | 5                  | 405          |
| 3    | Lukas Peccei      | Italia      | 1                  | 2                  | 3                  | 3                  | 7                  | –                  | 371          |
| 4    | Aidan Mueller     | Stati Uniti | 4                  | 4                  | 13                 | 9                  | 6                  | 1                  | 339          |
| 5    | Ansel Haugsjaa    | Stati Uniti | 6                  | 6                  | 4                  | 18                 | 8                  | 3                  | 295          |
| 6    | Maksim Starodumov | Russia      | 5                  | 5                  | 11                 | 7                  | 4                  | –                  | 250          |
| 7    | Carlos Stang      | Germania    | –                  | –                  | 5                  | 4                  | 2                  | –                  | 200          |
| 8    | Philipp Brunner   | Italia      | 11                 | 11                 | 8                  | 11                 | 14                 | –                  | 172          |
| 9    | Leon Haselrieder  | Italia      | 8                  | 14                 | 9                  | 15                 | 10                 | –                  | 171          |
| 10   | Arkadiusz Trojga  | Polonia     | 9                  | 10                 | 15                 | 12                 | 12                 | –                  | 165          |

### Doppio uomini
| Pos. | Nome                                      | Nazione     | Risultati ottenuti | Risultati ottenuti | Risultati ottenuti | Risultati ottenuti | Risultati ottenuti | Risultati ottenuti | Punti totali |
| Pos. | Nome                                      | Nazione     | LAP-1              | LAP-2              | INN                | OBE-1              | OBE-2              | BLU                | Punti totali |
| ---- | ----------------------------------------- | ----------- | ------------------ | ------------------ | ------------------ | ------------------ | ------------------ | ------------------ | ------------ |
| 1    | Marcus Mueller Ansel Haugsjaa             | Stati Uniti | 1                  | 1                  | 1                  | 5                  | 3                  | 4                  | 485          |
| 2    | Sergej Zacharov Il'ja Gorjainov           | Russia      | 2                  | 4                  | 6                  | 1                  | 1                  | –                  | 395          |
| 3    | Paul Kunze Max Trippner                   | Germania    | –                  | –                  | 2                  | 2                  | 2                  | 2                  | 340          |
| 4    | Aidan Mueller Frank Ike                   | Stati Uniti | 3                  | DSQ                | 3                  | 4                  | 6                  | 3                  | 320          |
| 5    | Raimonds Baltgalvis Krišjānis Brūns       | Lettonia    | DNF                | 2                  | 4                  | 8                  | 5                  | 5                  | 297          |
| 6    | Christián Bosman Filip Prušák             | Slovacchia  | 4                  | 3                  | DNF                | 7                  | 4                  | –                  | 236          |
| 7    | Sebastian Horstmann Sebastian Rosenberger | Germania    | –                  | –                  | 5                  | 3                  | 8                  | 8                  | 209          |
| 8    | Maksym Pančuk Andrij Muc                  | Ucraina     | 5                  | DNS                | DNF                | 9                  | 9                  | 9                  | 172          |
| 9    | Silas Sartor Jannes Degenhardt            | Germania    | –                  | –                  | –                  | 6                  | 7                  | 7                  | 142          |
| 10   | Lev Romanov Vladislav Veremeenko          | Russia      | –                  | –                  | –                  | –                  | –                  | 1                  | 100          |